# Juan Rexach

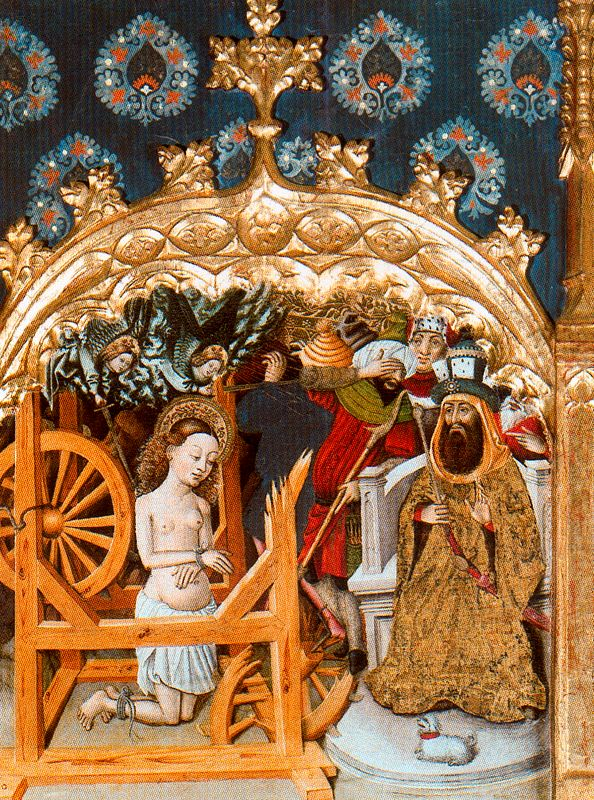
Martírio de Santa Catalina de Alejandria, detalhe do retábulo de Santa Catalina, mártir da igreja paroquial de Nossa Senhora, Villahermosa del Río.

Juan Rexach (em valenciano, Joan Reixac) foi um pintor espanhol de Valência, que viveu entre 1431 e 1482, de estilo gótico. 
Estudou com Jacomart, em cujo estúdio trabalhou, chegando a ser mais importante que seu professor. 
Entre suas obras se encontram os seguintes retábulos:
- De Santa Úrsula, procedente de Cubells (na comarca de Noguera), actualmente no Museu Nacional de Arte da Catalunha, Barcelona. Aparece sua assinatura aos pés da santa, uma característica já do Renascimento.
- Da Epifanía, procedente do convento agostiniano de Rubielos de Mora, também no Museu Nacional de Arte da Catalunha.
- De San Martín, para a catedral de Segorbe.